# Саміт G-20 у Гамбурзі (2017)

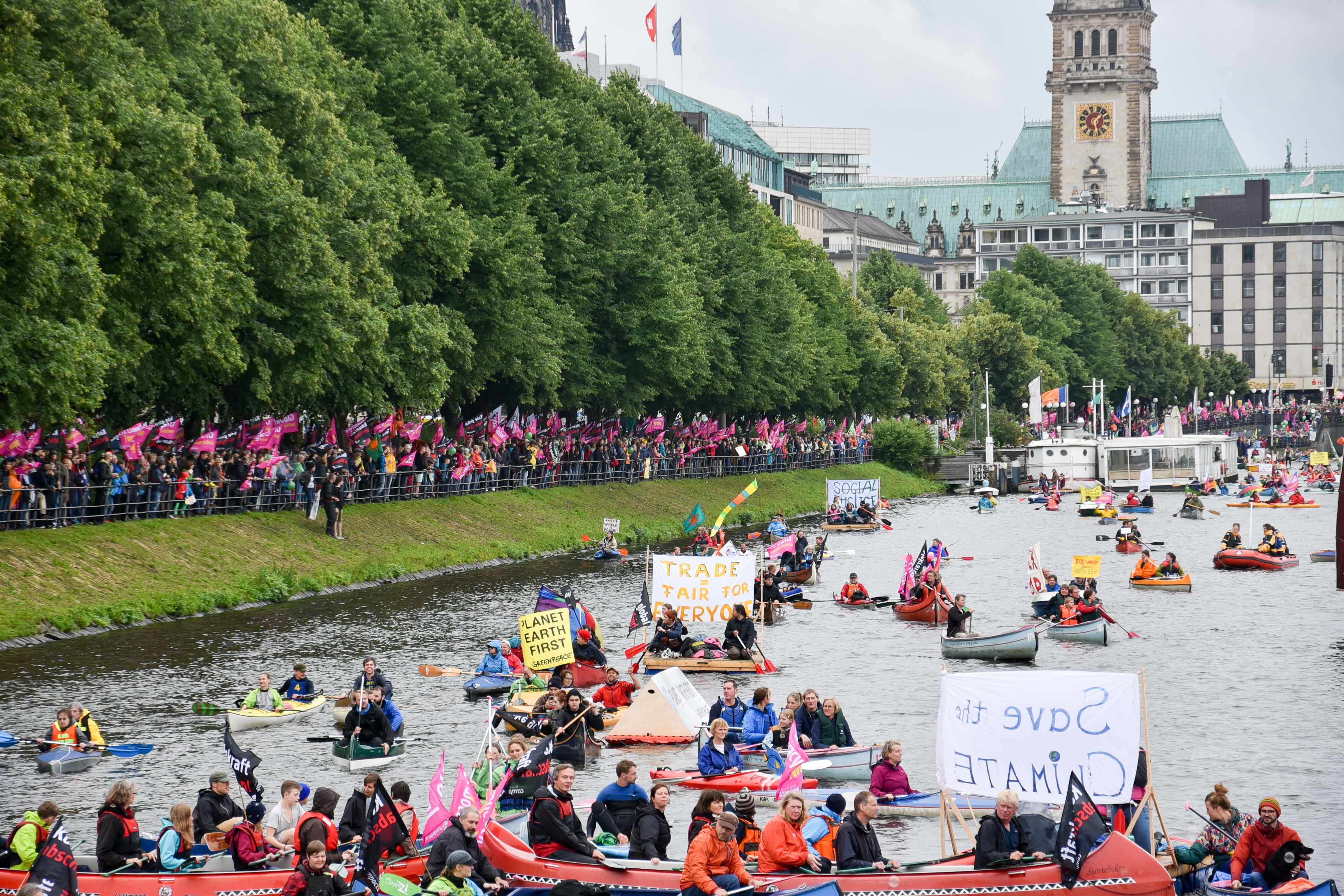
Протест антиглобалістів

Саміт G-20 — 12-й саміт лідерів країн «Групи 20», проходив 7—8 липня 2017 року в Гамбурзі — місті-державі у Німеччині. Головними темами, які обговорювалися на саміті, це глобальна економіка, боротьба з тероризмом та збереження довкілля.

## Учасники саміту G20
| Велика двадцятка  | Велика двадцятка    | Представник          | Посада                              |
| ----------------- | ------------------- | -------------------- | ----------------------------------- |
| Австралія         | Австралія           | Малкольм Тернбулл    | Прем'єр-міністр Австралії           |
| Аргентина         | Аргентина           | Маурісіо Макрі       | Президент Аргентини                 |
| Бразилія          | Бразилія            | Мішел Темер          | Президент Бразилії                  |
| Велика Британія   | Велика Британія     | Тереза Мей           | Прем'єр-міністр Великої Британії    |
| Німеччина         | Німеччина           | Ангела Меркель       | Федеральний канцлер Німеччини       |
| Індія             | Індія               | Нарендра Моді        | Прем'єр-міністр Індії               |
| Індонезія         | Індонезія           | Джоко Відодо         | Президент Індонезії                 |
| Італія            | Італія              | Паоло Джентілоні     | Голова Ради Міністрів Італії        |
| Канада            | Канада              | Джастін Трюдо        | Прем'єр-міністр Канади              |
| КНР               | КНР                 | Сі Цзіньпін          | Голова КНР                          |
| Мексика           | Мексика             | Енріке Пенья Ньєто   | Президент Мексики                   |
| Росія             | Росія               | Володимир Путін      | Президент Росії                     |
| Саудівська Аравія | Саудівська Аравія   | Мухаммад Аль Джадаан | Міністр фінансів Саудівської Аравії |
| США               | США                 | Дональд Трамп        | Президент США                       |
| Туреччина         | Туреччина           | Реджеп Таїп Ердоган  | Президент Туреччини                 |
| Франція           | Франція             | Еммануель Макрон     | Президент Франції                   |
| ПАР               | ПАР                 | Джейкоб Зума         | Президент ПАР                       |
| Південна Корея    | Південна Корея      | Мун Чже Ін           | Президент Південної Кореї           |
| Японія            | Японія              | Абе Сіндзо           | Прем'єр-міністр Японії              |
| Європейський Союз | Європейська комісія | Жан-Клод Юнкер       | Президент Європейської комісії      |
| Європейський Союз | Європейська рада    | Дональд Туск         | Голова Європейської Ради            |

## Суспільно-політичне тло

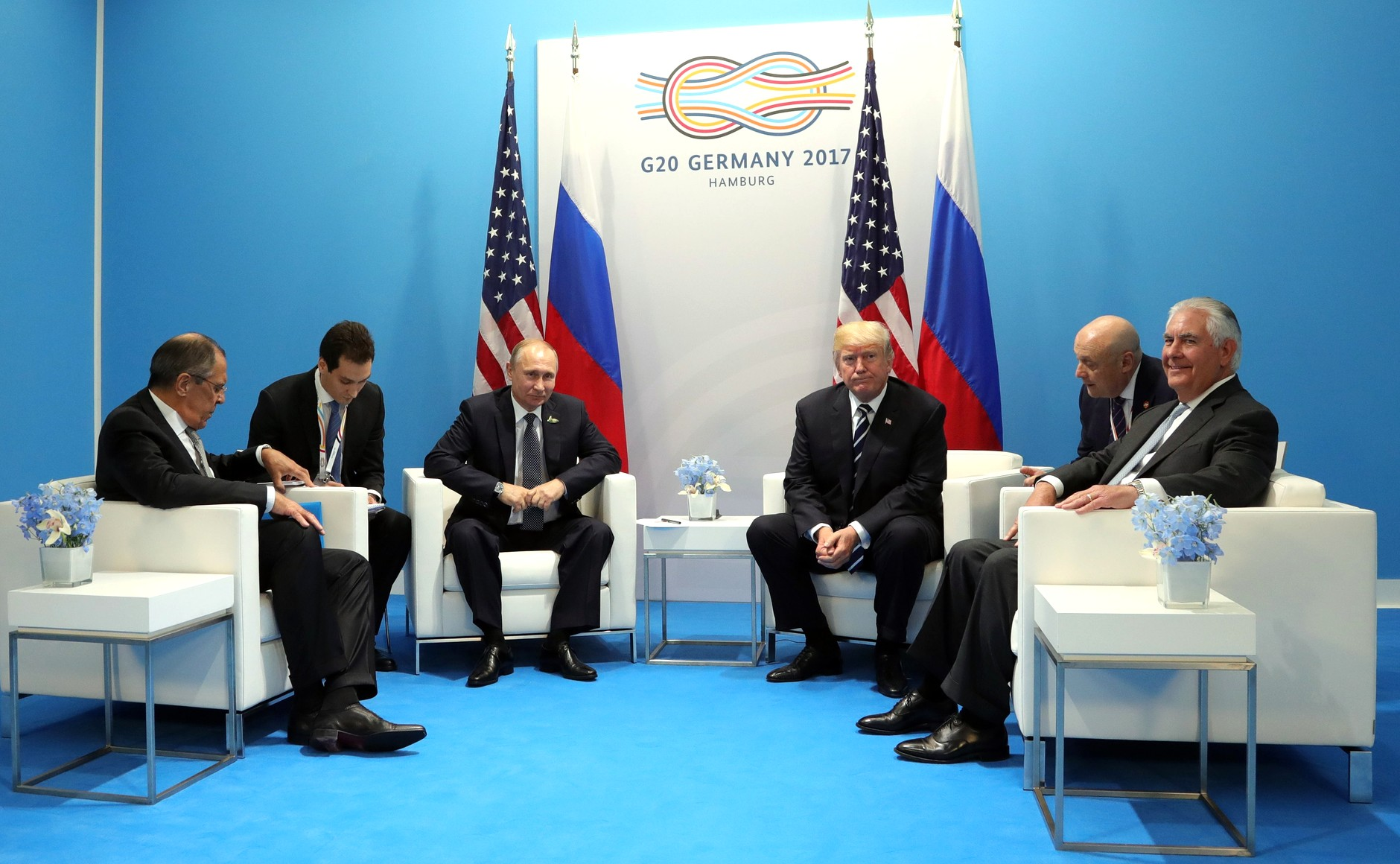
Президент США Дональд Трамп, Президент Росії Володимир Путін, Рекс Тіллерсон та Сергій Лавров на саміті, 7 липня 2017 року

Форум пройшов на тлі напружених відносин між США в одній вершині, Німеччиною та Францією в другій та Росією в третій. За цих обставин Президент США перед початком саміту відвідав Польщу, де зробив заяви на підтримку Польщі та засудив російську збройну агресію у Сирії та Україні.
7 липня в кулуарах саміту відбулась перша персональна зустріч новообраного Президента США Дональда Трампа з президентом РФ Путіним. Зустріч не мала будь-яких політичних наслідків.
Під час проведення саміту та по його закінченні у Гамбурзі відбувались протести, в яких взяли активну участь «ліві» радикали та антиглобалісти, що стало типовою ознакою подібних міжнародних форумів. Були зафіксовані численні групи демонстрантів із Франції, Італії та Іспанії. Протести переросли у вуличні зіткнення з поліцією, з обох боків зазнали поранень близько 200 осіб. Влада міста Гамбурга залучила до охорони порядку на вулицях близька 20 тисяч поліцейських та спеціальних формувань. За визнанням обербургомістра Гамбургу Олафа Шольца це була найбільша поліцейська операція за повоєнну історію міста та всієї Німеччині.

## Цікаві факти
- Влаштована перед Ельбською філармонією фотосесія «двадцятки» відбулась без Путіна — він традиційно спізнився[5][6].